# Quesnoy-sur-Airaines
Pour les articles homonymes, voir Quesnoy.
Quesnoy-sur-Airaines est une commune française située dans le département de la Somme, en région Hauts-de-France.

## Géographie

### Localisation
Quesnoy-sur-Airaines est un village picard entre Vimeu et Amiénois.
Limitrophe d'Airaines, la localité est située à 6 km au sud de Longpré-les-Corps-Saints, 9 km au sud-ouest de Flixecourt, 23 km au sud-est d'Abbeville et à 23 km à l'ouest d'Amiens à vol d'oiseau.
Le territoire de la commune est limitrophe de ceux de huit communes.
Les communes limitrophes sont Airaines, Hangest-sur-Somme, Le Mesge, Montagne-Fayel, Riencourt, Soues, Tailly et Warlus.

### Hydrographie
La commune est située dans le bassin Artois-Picardie. Elle n'est drainée par aucun cours d'eau.

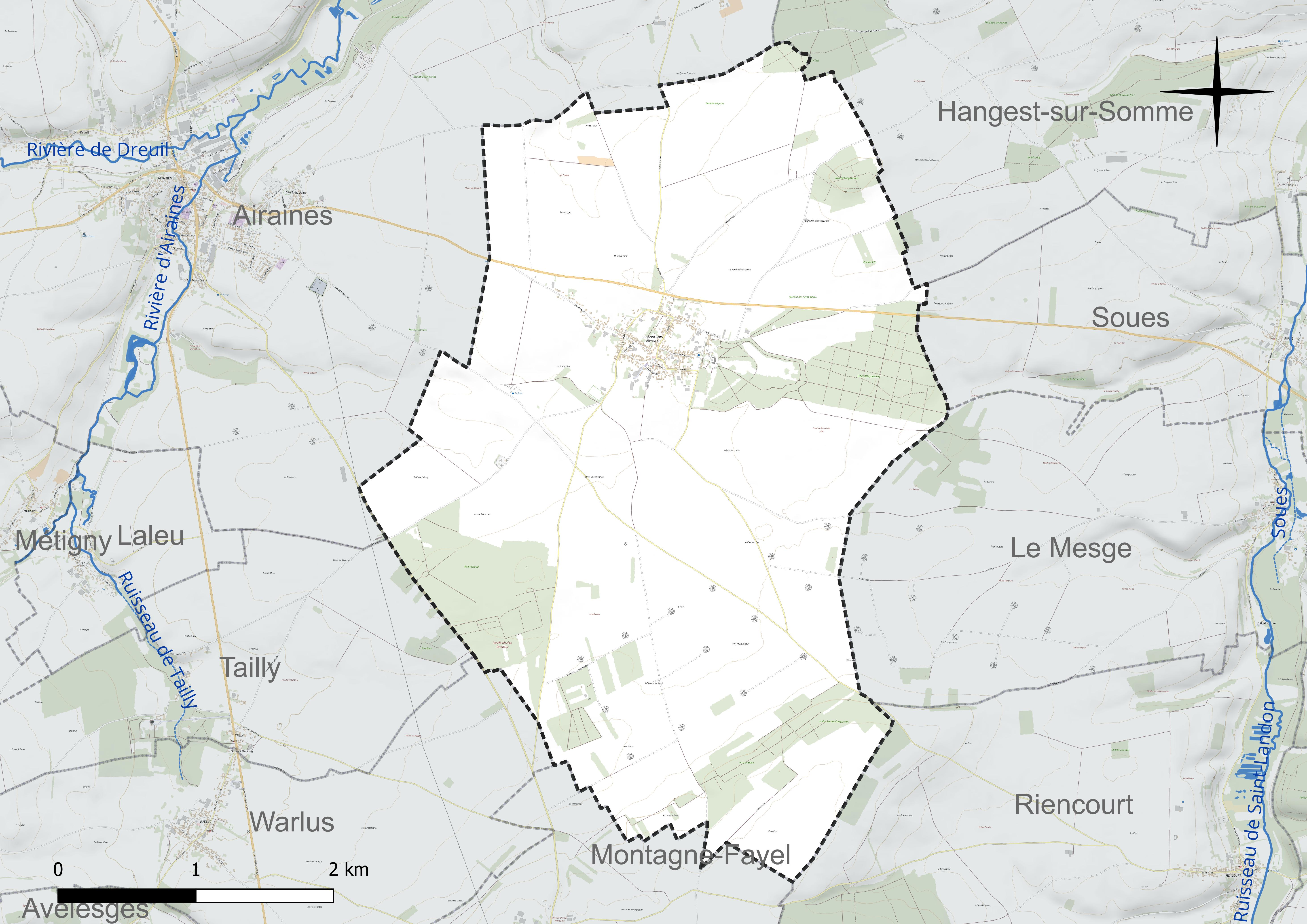
Réseau hydrographique de Quesnoy-sur-Airaines.

### Climat
Pour des articles plus généraux, voir Climat des Hauts-de-France et Climat de la Somme.
En 2010, le climat de la commune est de type climat océanique dégradé des plaines du Centre et du Nord, selon une étude du CNRS s'appuyant sur une série de données couvrant la période 1971-2000. En 2020, Météo-France publie une typologie des climats de la France métropolitaine dans laquelle la commune est exposée à un climat océanique et est dans la région climatique Côtes de la Manche orientale, caractérisée par un faible ensoleillement (1 550 h/an) ; forte humidité de l'air (plus de 20 h/jour avec humidité relative > 80 % en hiver), vents forts fréquents.
Pour la période 1971-2000, la température annuelle moyenne est de 10,2 °C, avec une amplitude thermique annuelle de 14 °C. Le cumul annuel moyen de précipitations est de 745 mm, avec 11,5 jours de précipitations en janvier et 8,5 jours en juillet. Pour la période 1991-2020, la température moyenne annuelle observée sur la station météorologique la plus proche, située sur la commune d'Oisemont à 16 km à vol d'oiseau, est de 11,1 °C et le cumul annuel moyen de précipitations est de 801,4 mm,. Pour l'avenir, les paramètres climatiques de la commune estimés pour 2050 selon différents scénarios d'émission de gaz à effet de serre sont consultables sur un site dédié publié par Météo-France en novembre 2022.

## Urbanisme

### Typologie
Au 1er janvier 2024, Quesnoy-sur-Airaines est catégorisée commune rurale à habitat dispersé, selon la nouvelle grille communale de densité à sept niveaux définie par l'Insee en 2022.
Elle est située hors unité urbaine. Par ailleurs la commune fait partie de l'aire d'attraction d'Amiens, dont elle est une commune de la couronne,. Cette aire, qui regroupe 369 communes, est catégorisée dans les aires de 200 000 à moins de 700 000 habitants,.

### Occupation des sols
L'occupation des sols de la commune, telle qu'elle ressort de la base de données européenne d'occupation biophysique des sols Corine Land Cover (CLC), est marquée par l'importance des territoires agricoles (82,3 % en 2018), une proportion identique à celle de 1990 (82,3 %). La répartition détaillée en 2018 est la suivante : 
terres arables (82,3 %), forêts (14,9 %), zones urbanisées (2,8 %). L'évolution de l'occupation des sols de la commune et de ses infrastructures peut être observée sur les différentes représentations cartographiques du territoire : la carte de Cassini (XVIIIe siècle), la carte d'état-major (1820-1866) et les cartes ou photos aériennes de l'IGN pour la période actuelle (1950 à aujourd'hui).

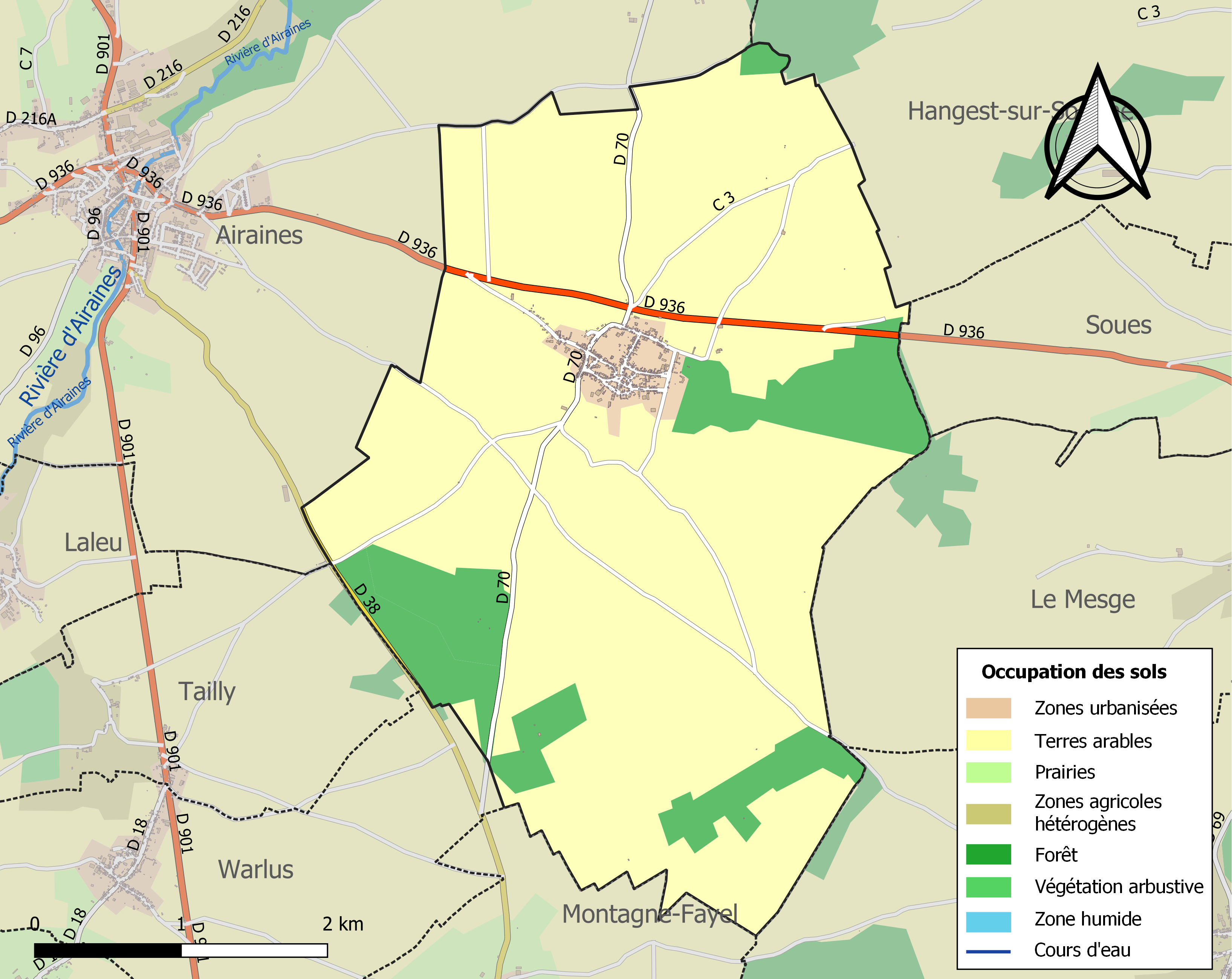
Carte des infrastructures et de l'occupation des sols de la commune en 2018 (CLC).

## Toponymie
Le village s'est appelé Casneium en 1200, Quisnoy en 1217, Le Kaisnois en 1219, Caisnoy en 1301, Quennoy en 1423, Quesnoy sur Airaines en 1507, Quesnoy super Arenas en 1637, Quesnoy souls Airaines en 1644, Le Quesnoy en 1646, Caisnon en 1648, Le Quennoy en 1696, Le Quenoi sur Airaines en 1733, Quesnoy les Airaines en 1791 et Quesnoy-sur-Airaines.
Comme pour les localités homonymes, la dénomination Quesnoy provient du mot « chêne » qui se dit « quesne » en picard et « casnus » en latin.

## Histoire

### Antiquité
On a retrouvé des traces de présence romaine, liées à la voie romaine reliant Amiens à Saint-Valery-sur-Somme, ainsi que d'une occupation mérovingienne[réf. nécessaire].

### Féodalité
La famille d'Ant, première propriétaire connue du village, a disparu avec Antoine d'Ant.  Elle s'est alliée à celle des Le Fort qui elle-même en a rendus maîtres les Leroy Valanglart. Très ancienne, la famille des Queret de Rionville a donné, en l'an 1500, un maréchal de France ; elle a aussi disparu.

### Seconde Guerre mondiale
Le 4 juin 1940, vers 4 h 30 du matin, un bombardement d'artillerie vient de heurter de plein fouet un bois de Quesnoy-sur-Airaines[réf. nécessaire]. 
Après leur capture à Airaines et l'exécution de leur capitaine N'Tchoréré, une cinquantaine de tirailleurs sénégalais du 53e régiment d'infanterie coloniale mixte sénégalais furent massacrés le 8 juin 1940 sur le territoire communal. Deux plaques commémorent ces faits.

## Politique et administration

### Rattachements administratifs et électoraux
La commune se trouve dans l'arrondissement d'Amiens du département de la Somme. Pour l'élection des députés, elle fait partie depuis 2012 de la troisième circonscription de la Somme.
Elle faisait partie depuis 1801 du canton de Molliens-Dreuil. Dans le cadre du redécoupage cantonal de 2014 en France, la commune est intégrée au canton d'Ailly-sur-Somme.

### Intercommunalité
La commune était membre de la communauté de communes du Sud-Ouest Amiénois, créée en 2004.
Dans le cadre des dispositions de la loi portant nouvelle organisation territoriale de la République du 7 août 2015, qui prévoit que les établissements publics de coopération intercommunale (EPCI) à fiscalité propre doivent avoir un minimum de 15 000 habitants, la préfète de la Somme propose en octobre 2015 un projet de nouveau schéma départemental de coopération intercommunale (SDCI) qui prévoit la réduction de 28 à 16 du nombre des intercommunalités à fiscalité propre du département.
Ce projet prévoit la « fusion des communautés de communes du Sud-Ouest Amiénois, du Contynois et de la région d'Oisemont », le nouvel ensemble de 37 412 habitants regroupant 120 communes,. À la suite de l'avis favorable de la commission départementale de coopération intercommunale en janvier 2016, la préfecture sollicite l'avis formel des conseils municipaux et communautaires concernés en vue de la mise en œuvre de la fusion.
La communauté de communes Somme Sud-Ouest (CC2SO), dont est désormais membre la commune, est ainsi créée au 1er janvier 2017. Poix-de-Picardie en est le siège.

### Liste des maires
| Période                                  | Période                      | Identité               | Étiquette | Qualité                                                  |
| ---------------------------------------- | ---------------------------- | ---------------------- | --------- | -------------------------------------------------------- |
| Les données manquantes sont à compléter. |                              |                        |           |                                                          |
| 1885                                     | 1908                         | Charles Guillie        |           |                                                          |
| 1908                                     | 1912                         | Georges Jacques        |           |                                                          |
| 1912                                     | 1919                         | Léon Dequevauviller    |           |                                                          |
| 1919                                     | 1922                         | Sinoquet               |           |                                                          |
| 1922                                     | 1934                         | Arthur Dequevauviller  |           |                                                          |
| 1934                                     | 1935                         | Georges Tueux          |           |                                                          |
| 1935                                     | 1939                         | Paul Boyer             |           |                                                          |
| 1939                                     | 1945                         | Georges Tueux          |           |                                                          |
| 1945                                     | 1953                         | Georges Bizet          |           |                                                          |
| 1953                                     | 1977                         | Fernand Fricot         |           | Agriculteur                                              |
| 1977                                     | 2001                         | Léopold Dequevauviller |           | Agriculteur                                              |
| 2001                                     | En cours (au 8 octobre 2020) | Jean-Marie Snauwaert   | DVG       | Représentant de commerce Réélu pour le mandat 2020-2026, |

## Population et société

### Démographie
L'évolution du nombre d'habitants est connue à travers les recensements de la population effectués dans la commune depuis 1793. Pour les communes de moins de 10 000 habitants, une enquête de recensement portant sur toute la population est réalisée tous les cinq ans, les populations de référence des années intermédiaires étant quant à elles estimées par interpolation ou extrapolation. Pour la commune, le premier recensement exhaustif entrant dans le cadre du nouveau dispositif a été réalisé en 2005.

En 2022, la commune comptait 421 habitants, en évolution de −4,97 % par rapport à 2016 (Somme : −1,26 %, France hors Mayotte : +2,11 %).
| 1793 | 1800 | 1806 | 1821 | 1831 | 1836 | 1841 | 1846 | 1851 |
| ---- | ---- | ---- | ---- | ---- | ---- | ---- | ---- | ---- |
| 814  | 849  | 813  | 924  | 931  | 933  | 938  | 915  | 902  |

| 1856 | 1861 | 1866 | 1872 | 1876 | 1881 | 1886 | 1891 | 1896 |
| ---- | ---- | ---- | ---- | ---- | ---- | ---- | ---- | ---- |
| 901  | 883  | 880  | 825  | 775  | 707  | 667  | 671  | 640  |

| 1901 | 1906 | 1911 | 1921 | 1926 | 1931 | 1936 | 1946 | 1954 |
| ---- | ---- | ---- | ---- | ---- | ---- | ---- | ---- | ---- |
| 574  | 549  | 512  | 507  | 495  | 514  | 456  | 444  | 427  |

| 1962 | 1968 | 1975 | 1982 | 1990 | 1999 | 2005 | 2006 | 2010 |
| ---- | ---- | ---- | ---- | ---- | ---- | ---- | ---- | ---- |
| 433  | 444  | 452  | 433  | 438  | 444  | 475  | 473  | 437  |

| 2015 | 2020 | 2022 | - | - | - | - | - | - |
| ---- | ---- | ---- | - | - | - | - | - | - |
| 444  | 421  | 421  | - | - | - | - | - | - |

### Enseignement
Le village possède son école primaire. La compétence scolaire est gérée par la communauté de communes.

## Culture locale et patrimoine

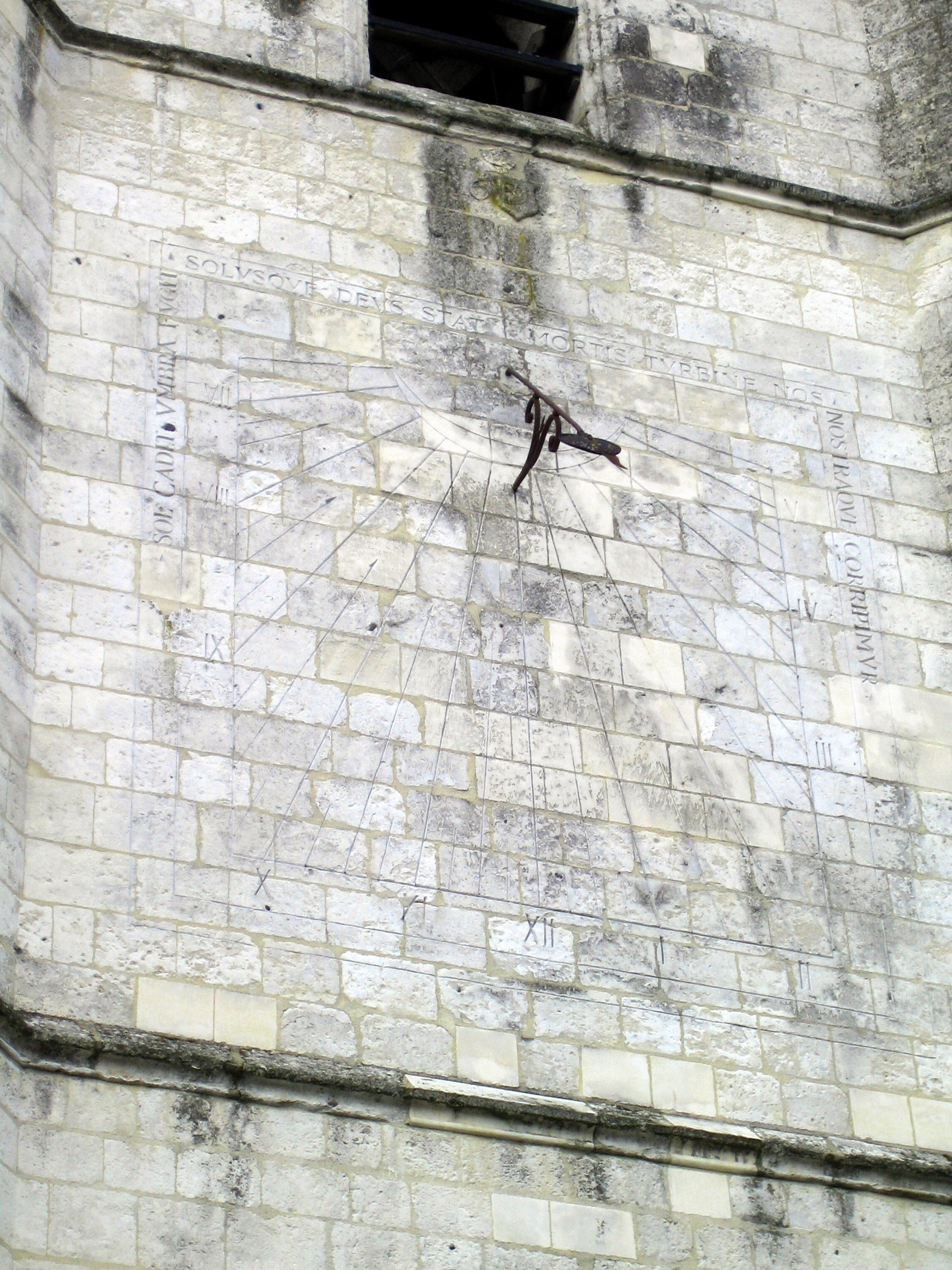
Le cadran solaire de l'église.

### Lieux et monuments
- Château de Quesnoy sur Airaines. Un château médiéval, pris et rasé par Jean de Luxembourg en 1422, fut reconstruit en 1682 par le sire de Moyenneville. Il comprend un corps de logis en brique, daté 1682 par des ancres en fer forgé, flanqué, côté cour, de deux ailes en retour, en pierre. Côté parc, un avant-corps central en rotonde surmonté d'une coupole et précédé d'un perron orne le centre de la façade, Des écuries en pierre de taille du XVIIe siècle, datées 1768 par des ancres en fer forgé[32] et une glacière ainsi qu'un parc[33]. Le château de Quesnoy est inscrit aux monuments historiques depuis un arrêté du 19 novembre 1993.
- L'église Saint-Michel, du XVIe siècle, avec son cadran solaire.
- Chapelle du cimetière, sur la route de Tailly, à deux kilomètres du village. Toute en pierre et ardoise, très épurée[34].

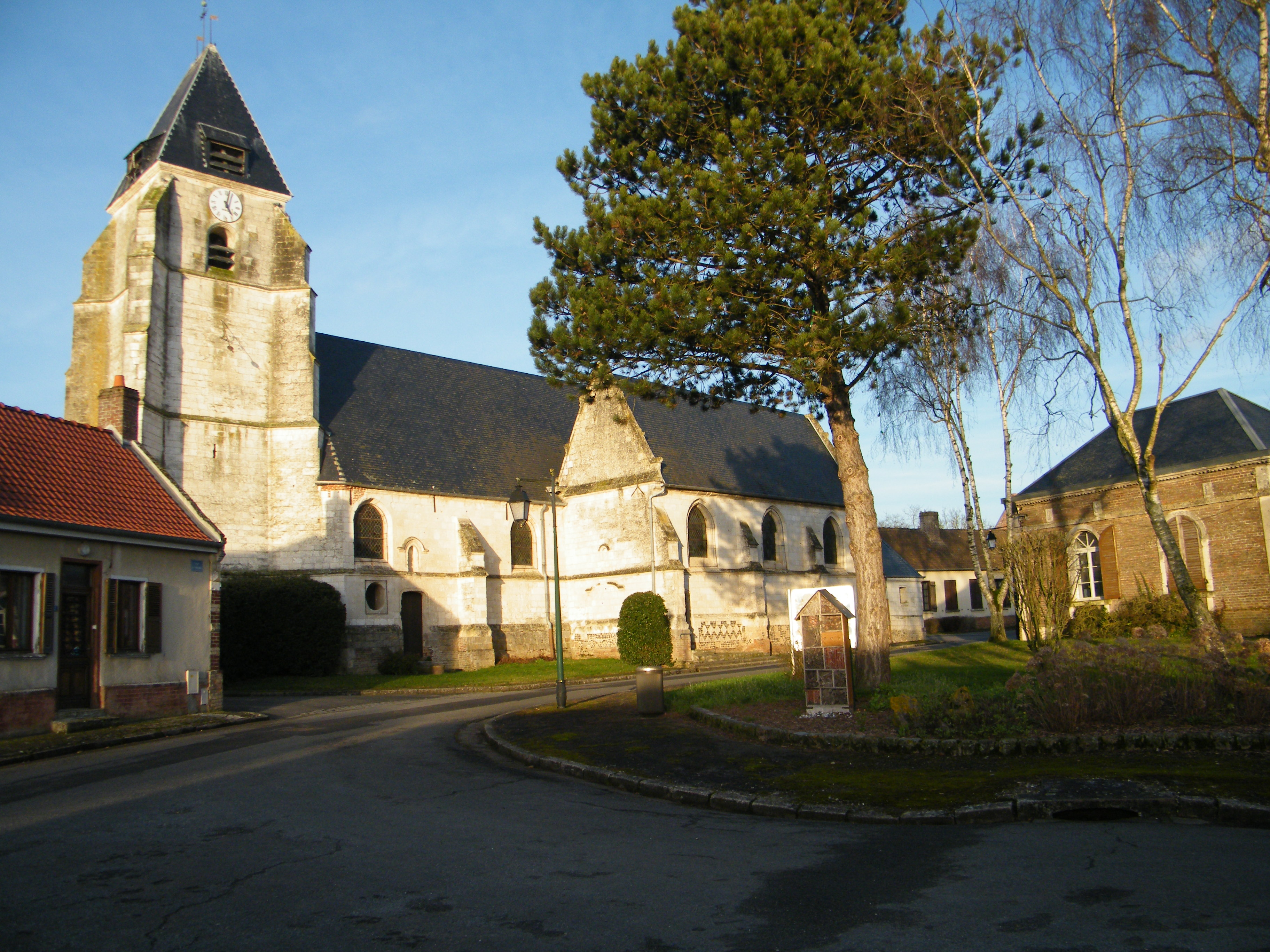
L'église Saint-Michel.
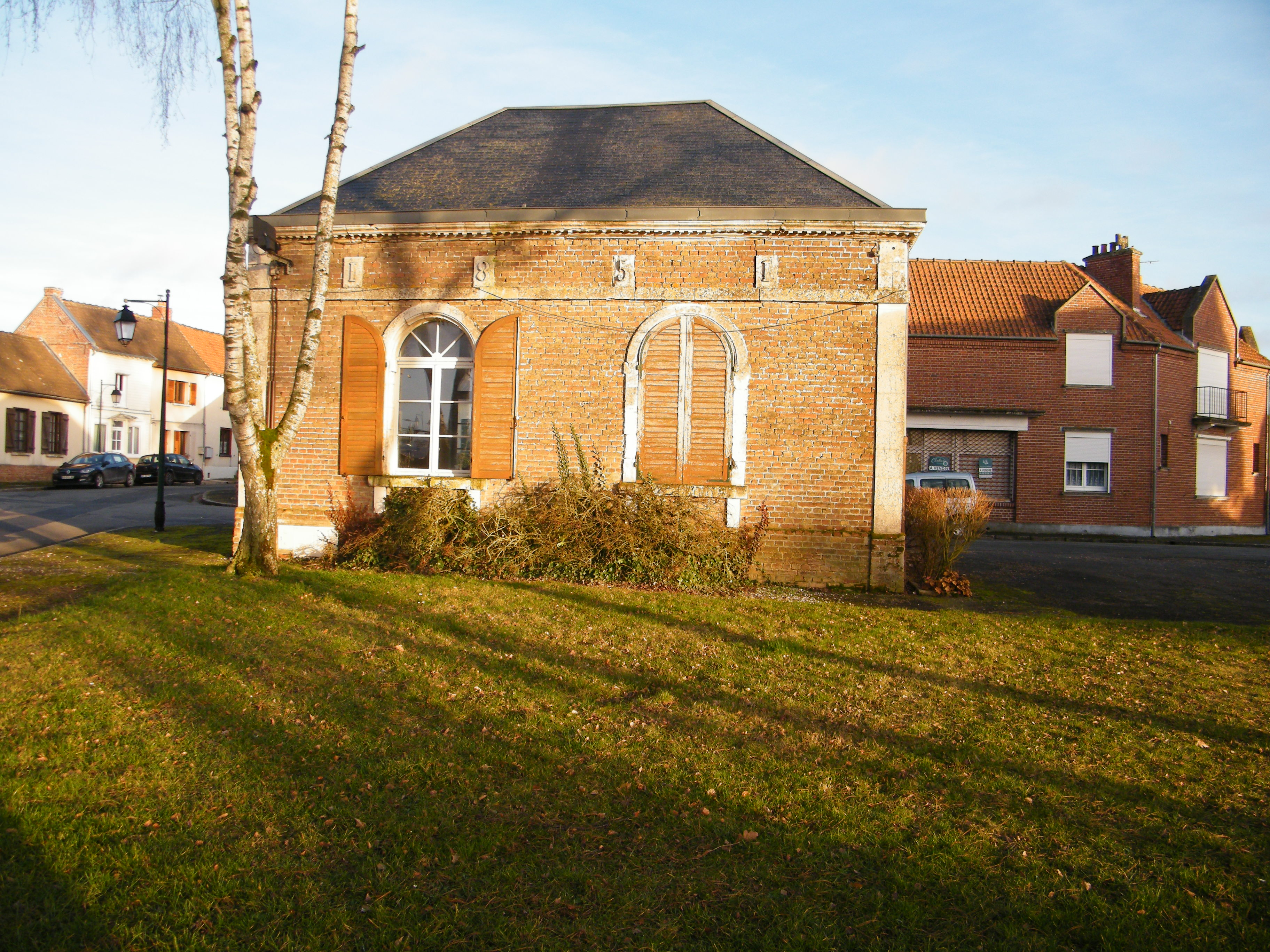
L'ancienne mairie devenue bibliothèque.
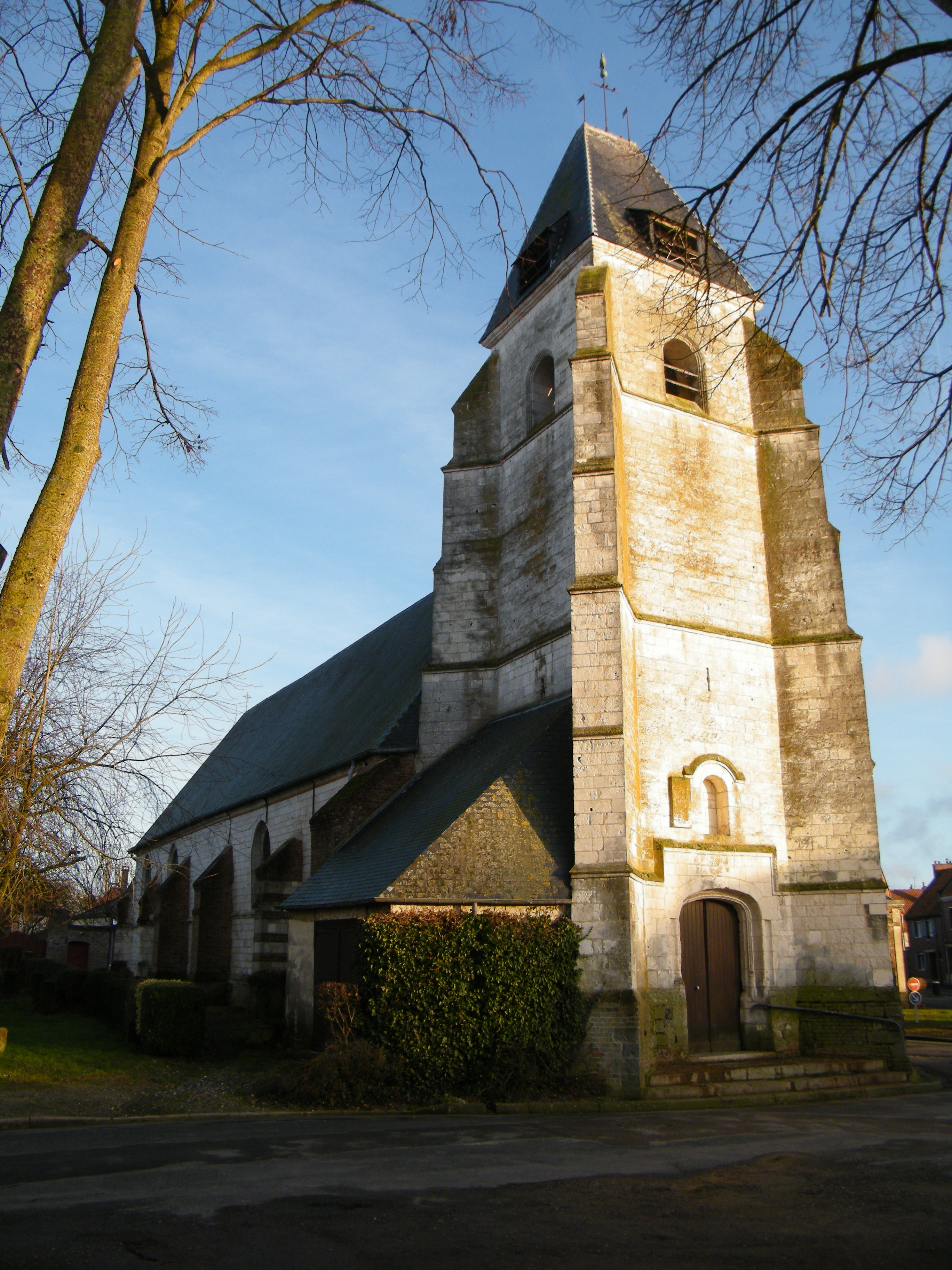
Le clocher.
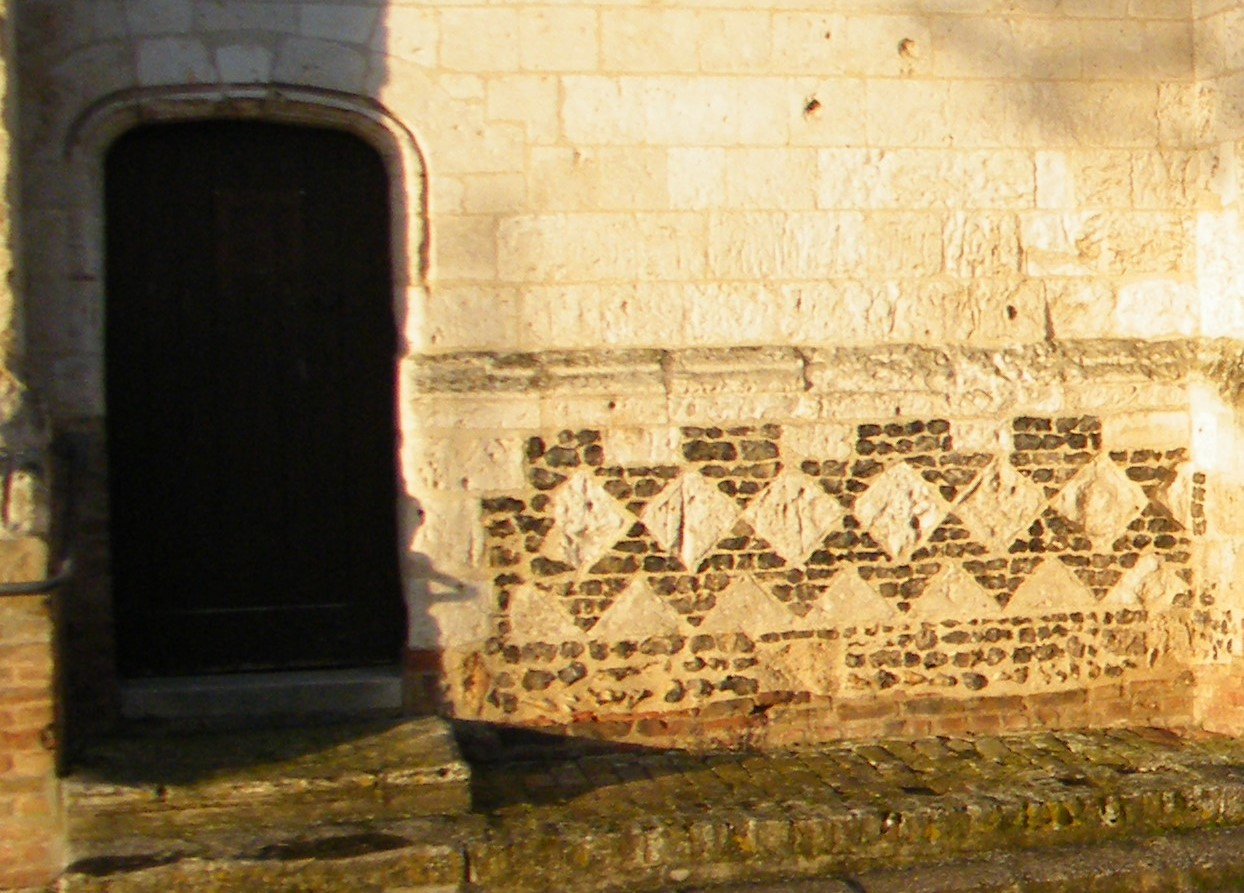
Appareillage de silex à l'église.

Le château, inscrit MH
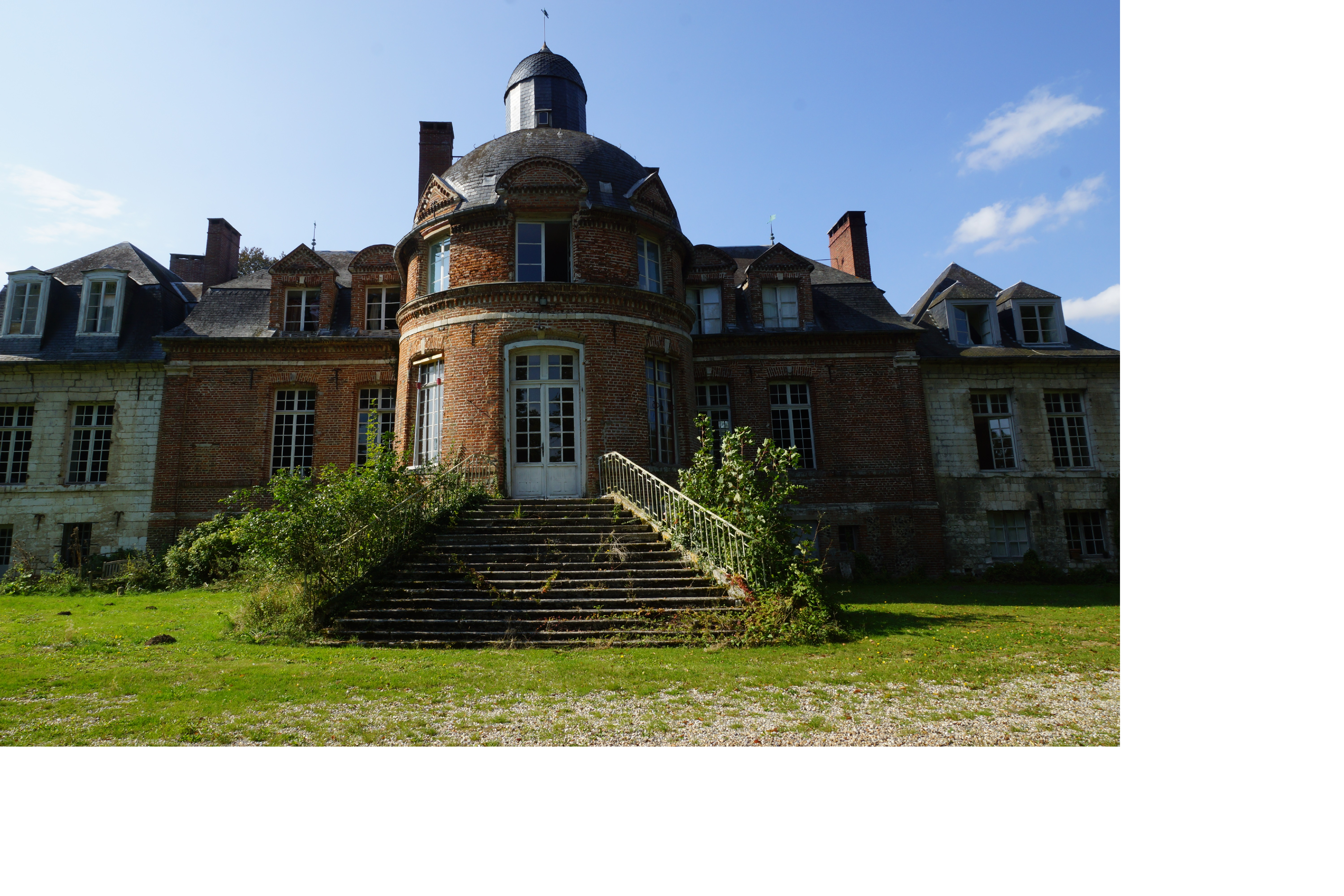
Entrée du château.
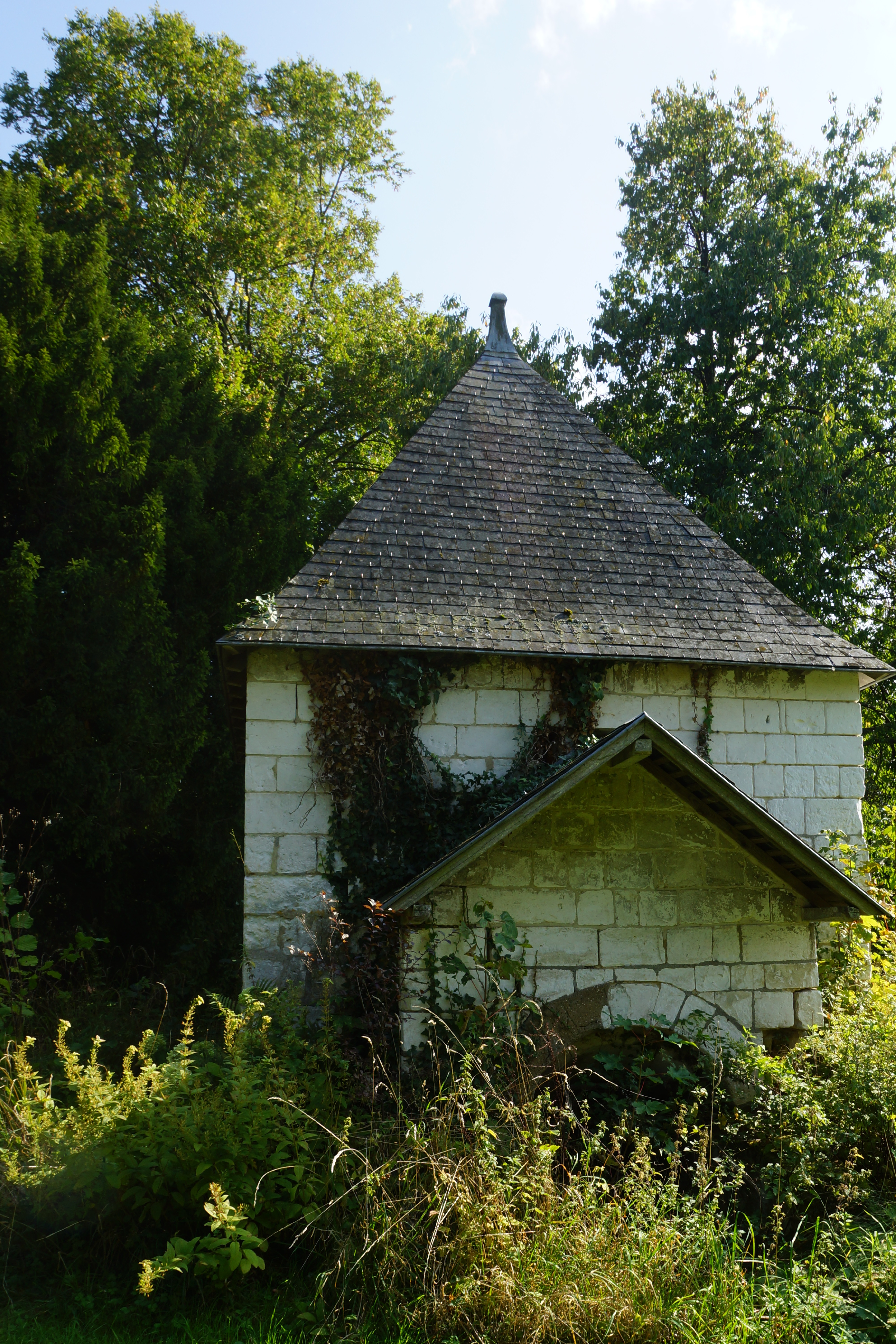
La glacière.
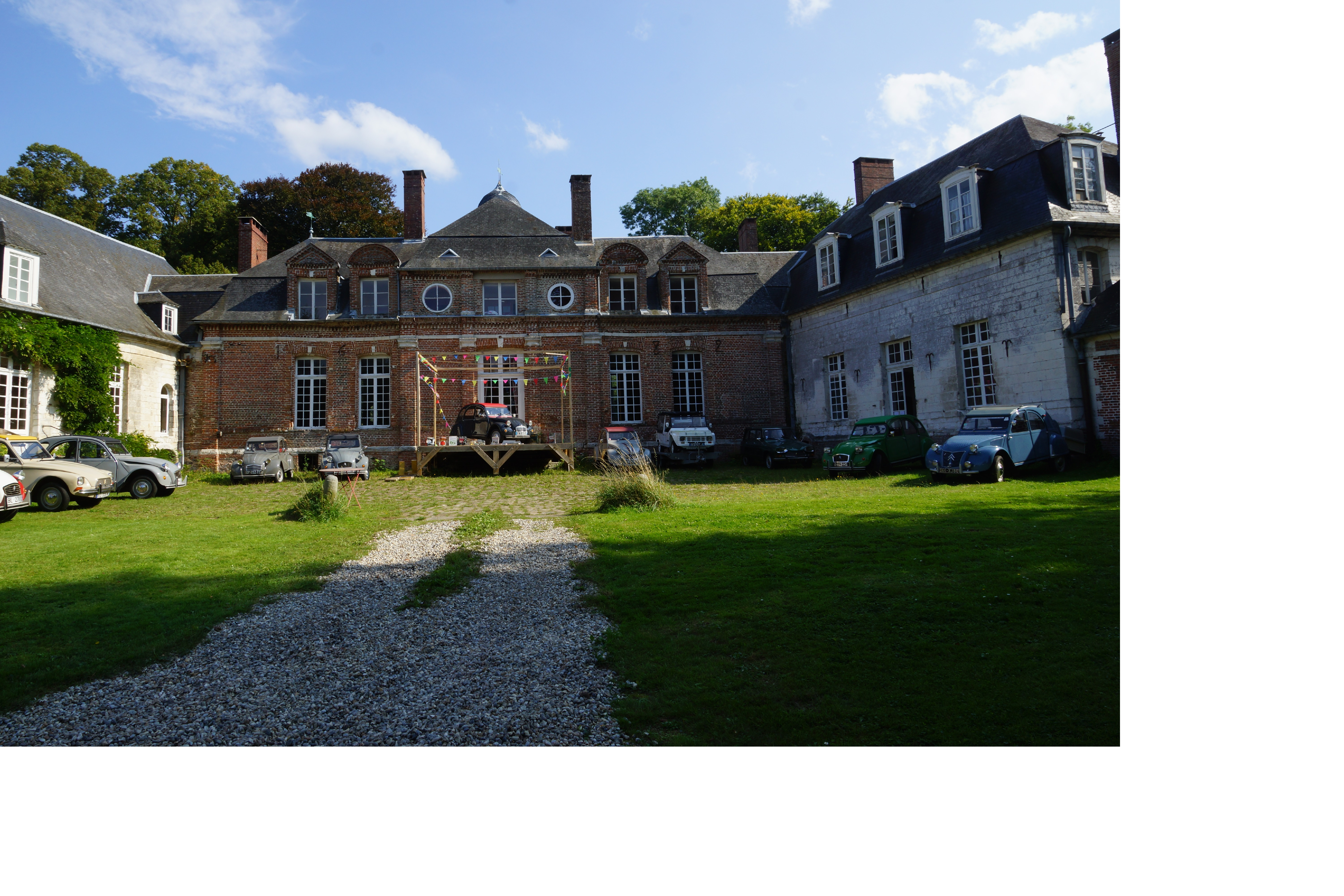
L'arrière du château.
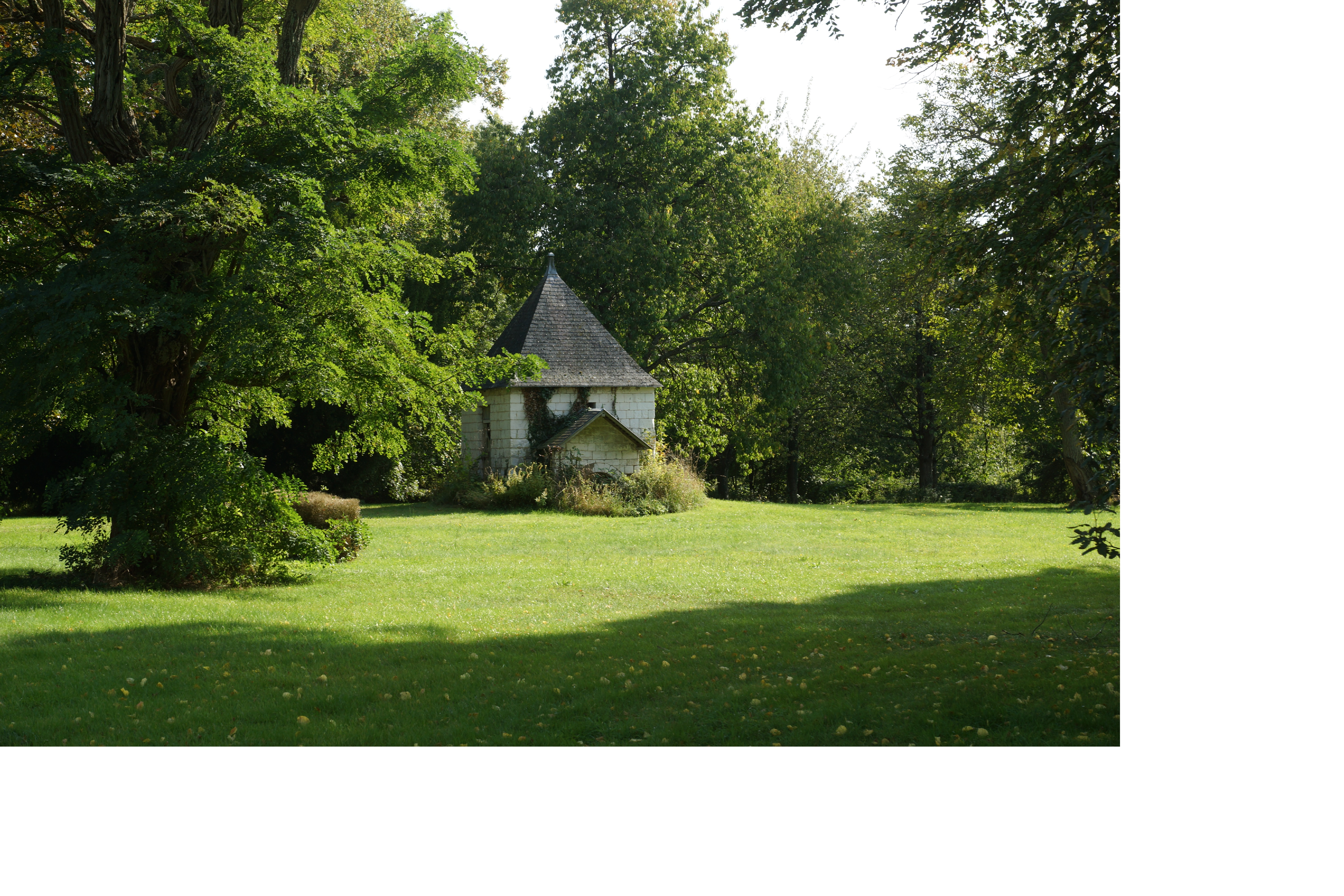
La glacière dans le parc du château.

### Héraldique
| Blason de Quesnoy-sur-Airaines | Blason  | De gueules à un chêne (arraché) d'or et à l'écu d'hermine à trois fleurs de lys au pied nourri de gueules, brochant en cœur ; au chef échiqueté d'azur et d'argent. |
| Blason de Quesnoy-sur-Airaines | Détails | Le champ de gueules et le chef échiqueté sont repris des armes de la famille d'Ailly, seigneur de Quesnoy aux XIVe et XVe siècles. Quesnoy passe ensuite à la famille Quiéret, dont les armes sont reprises par l'écusson. Enfin, le chêne renvoie au nom de la commune : le quesnoy, signifiant « chênaie » en picard. Le statut officiel du blason reste à déterminer. |